# تیلاکنار
تیلاکنار، روستایی است از توابع بخش سلمانشهر شهرستان عباس آباد در استان مازندران ایران است.

## جمعیت
این روستا در دهستان کلارآباد غربی قرار دارد و براساس سرشماری مرکز آمار ایران در سال ۱۳۸۵، جمعیت آن ۳۷۴ نفر (۱۰۹خانوار) بوده‌است. مردم تیلاکنار از قومیت طبری هستند مردم تیلاکنار به زبان طبری (مازندرانی) سخن می‌گویند.